# 1948年ロンドンオリンピックのジャマイカ選手団
1948年ロンドンオリンピックのジャマイカ選手団（1948ねんロンドンオリンピックのジャマイカせんしゅだん）は、1948年7月29日から8月14日にかけてイギリスの首都ロンドンで開催された1948年ロンドンオリンピックのジャマイカ選手団、およびその競技結果。

## 概要
ジャマイカ勢は今大会がオリンピック初参加ながら、金メダル1個、銀メダル2個、合計3個のメダルを獲得した。

## メダル
| メダル | 選手名               | 競技 | 種目     |
| ------ | -------------------- | ---- | -------- |
| 金     | アーサー・ウィント   | 陸上 | 男子400m |
| 銀     | ハーブ・マッキンリー | 陸上 | 男子400m |
| 銀     | アーサー・ウィント   | 陸上 | 男子800m |